# Dutch Open 1998 - Qualificazioni singolare
Le qualificazioni del singolare  del Dutch Open 1998 sono state un torneo di tennis preliminare per accedere alla fase finale della manifestazione. I vincitori dell'ultimo turno sono entrati di diritto nel tabellone principale. In caso di ritiro di uno o più giocatori aventi diritto a questi sono subentrati i lucky loser, ossia i giocatori che hanno perso nell'ultimo turno ma che avevano una classifica più alta rispetto agli altri partecipanti che avevano comunque perso nel turno finale.
Le qualificazioni del torneo Dutch Open 1998 prevedevano 32 partecipanti di cui 4 sono entrati nel tabellone principale.

## Teste di serie
1. Adrian Voinea (Qualificato)
2. Mariano Zabaleta (Qualificato)
3. Edwin Kempes (secondo turno)
4. Peter Wessels (ultimo turno)

1. Davide Scala (primo turno)
2. Oleg Ogorodov (ultimo turno)
3. Diego Moyano (primo turno)
4. Andrés Schneiter (primo turno)

## Qualificati
1. Adrian Voinea
2. Mariano Zabaleta

1. Thomas Larsen
2. Martin Verkerk

## Tabellone

### Legenda
| - Q = Qualificato - WC = Wild card - LL = Lucky loser | - ALT = Alternate - SE = Special Exempt - PR = Protected Ranking | - w/o = Walkover - r = Ritirato - d = Squalificato |

### Sezione 1
|  | Primo turno            | Primo turno            | Primo turno            | Primo turno | Primo turno |  |  | Secondo turno  | Secondo turno          | Secondo turno | Secondo turno  | Secondo turno |   |   | Ultimo turno | Ultimo turno  | Ultimo turno | Ultimo turno | Ultimo turno |  |
|  |                        |                        |                        |             |             |  |  |                |                        |               |                |               |   |   |              |               |              |              |              |  |
|  | 1                      | Adrian Voinea          | Adrian Voinea          | 6           | 6           |  |  |                |                        |               |                |               |   |   |              |               |              |              |              |  |
|  |                        | Johan Hede             | Johan Hede             | 2           | 2           |  |  | 1              | Adrian Voinea          | 3             | 6              | 6             |   |   |              |               |              |              |              |  |
|  | Emilio Viuda-Hernandez | Emilio Viuda-Hernandez | Emilio Viuda-Hernandez | 6           | 6           |  |  |                | Emilio Viuda-Hernandez | 6             | 4              | 4             |   |   |              |               |              |              |              |  |
|  | Thomas Strengberger    | Thomas Strengberger    | Thomas Strengberger    | 2           | 3           |  |  |                |                        |               |                |               |   |   | 1            | Adrian Voinea | 3            | 6            | 6            |  |
|  | Olivier Malcor         | Olivier Malcor         | Olivier Malcor         | 6           | 7           |  |  |                |                        |               | Olivier Malcor | 6             | 4 | 3 |              |               |              |              |              |  |
|  | Rikard Bergh           | Rikard Bergh           | Rikard Bergh           | 1           | 5           |  |  | Olivier Malcor | Olivier Malcor         | 3             | 6              | 6             |   |   |              |               |              |              |              |  |
|  |                        | Martin Spottl          | Martin Spottl          | 6           | 6           |  |  | Martin Spottl  | Martin Spottl          | 6             | 4              | 4             |   |   |              |               |              |              |              |  |
|  | 7                      | Diego Moyano           | Diego Moyano           | 4           | 2           |  |  |                |                        |               |                |               |   |   |              |               |              |              |              |  |

### Sezione 2
|  | Primo turno      | Primo turno      | Primo turno      | Primo turno | Primo turno |  |  | Secondo turno    | Secondo turno    | Secondo turno    | Secondo turno  | Secondo turno |   |   | Ultimo turno | Ultimo turno     | Ultimo turno | Ultimo turno | Ultimo turno |  |
|  |                  |                  |                  |             |             |  |  |                  |                  |                  |                |               |   |   |              |                  |              |              |              |  |
|  | 2                | Mariano Zabaleta | 6                | 4           | 6           |  |  |                  |                  |                  |                |               |   |   |              |                  |              |              |              |  |
|  |                  | Martijn Bok      | 4                | 6           | 2           |  |  | 2                | Mariano Zabaleta | Mariano Zabaleta | 7              | 7             |   |   |              |                  |              |              |              |  |
|  | Ionuț Moldovan   | Ionuț Moldovan   | Ionuț Moldovan   | 6           | 6           |  |  |                  | Ionuț Moldovan   | Ionuț Moldovan   | 6              | 6             |   |   |              |                  |              |              |              |  |
|  | Lars Rehmann     | Lars Rehmann     | Lars Rehmann     | 2           | 3           |  |  |                  |                  |                  |                |               |   |   | 2            | Mariano Zabaleta | 3            | 6            | 7            |  |
|  | Nebojša Đorđević | Nebojša Đorđević | Nebojša Đorđević | 6           | 6           |  |  |                  |                  |                  | Rainer Falenti | 6             | 3 | 5 |              |                  |              |              |              |  |
|  | Libor Němeček    | Libor Němeček    | Libor Němeček    | 3           | 4           |  |  | Nebojša Đorđević | Nebojša Đorđević | Nebojša Đorđević | 2              | 6             |   |   |              |                  |              |              |              |  |
|  |                  | Rainer Falenti   | Rainer Falenti   | 7           | 6           |  |  | Rainer Falenti   | Rainer Falenti   | Rainer Falenti   | 6              | 7             |   |   |              |                  |              |              |              |  |
|  | 8                | Andrés Schneiter | Andrés Schneiter | 5           | 3           |  |  |                  |                  |                  |                |               |   |   |              |                  |              |              |              |  |

### Sezione 3
|  | Primo turno           | Primo turno           | Primo turno          | Primo turno | Primo turno |  |  | Secondo turno | Secondo turno  | Secondo turno  | Secondo turno | Secondo turno |   |   | Ultimo turno | Ultimo turno  | Ultimo turno | Ultimo turno | Ultimo turno |  |
|  |                       |                       |                      |             |             |  |  |               |                |                |               |               |   |   |              |               |              |              |              |  |
|  | 3                     | Edwin Kempes          | Edwin Kempes         | 6           | 6           |  |  |               |                |                |               |               |   |   |              |               |              |              |              |  |
|  |                       | Lars-Anders Wahlgren  | Lars-Anders Wahlgren | 1           | 1           |  |  | 3             | Edwin Kempes   | Edwin Kempes   | 6             | 6             |   |   |              |               |              |              |              |  |
|  | Thomas Larsen         | Thomas Larsen         | 1                    | 6           | 7           |  |  |               | Thomas Larsen  | Thomas Larsen  | 7             | 7             |   |   |              |               |              |              |              |  |
|  | Gregory Zavialoff     | Gregory Zavialoff     | 6                    | 4           | 5           |  |  |               |                |                |               |               |   |   |              | Thomas Larsen | 6            | 3            | 6            |  |
|  | Omar Camporese        | Omar Camporese        | 4                    | 7           | 6           |  |  |               |                | 6              | Oleg Ogorodov | 3             | 6 | 4 |              |               |              |              |              |  |
|  | Carlos Martinez-Comet | Carlos Martinez-Comet | 6                    | 6           | 2           |  |  |               | Omar Camporese | Omar Camporese | 3             | 4             |   |   |              |               |              |              |              |  |
|  | 6                     | Oleg Ogorodov         | Oleg Ogorodov        | 6           | 6           |  |  | 6             | Oleg Ogorodov  | Oleg Ogorodov  | 6             | 6             |   |   |              |               |              |              |              |  |
|  |                       | Gorka Fraile          | Gorka Fraile         | 1           | 4           |  |  |               |                |                |               |               |   |   |              |               |              |              |              |  |

### Sezione 4
|  | Primo turno            | Primo turno            | Primo turno            | Primo turno | Primo turno |  |  | Secondo turno   | Secondo turno   | Secondo turno   | Secondo turno  | Secondo turno |   |   | Ultimo turno | Ultimo turno  | Ultimo turno | Ultimo turno | Ultimo turno |  |
|  |                        |                        |                        |             |             |  |  |                 |                 |                 |                |               |   |   |              |               |              |              |              |  |
|  | 4                      | Peter Wessels          | Peter Wessels          | 6           | 6           |  |  |                 |                 |                 |                |               |   |   |              |               |              |              |              |  |
|  |                        | Eduardo Nicolas-Espin  | Eduardo Nicolas-Espin  | 1           | 1           |  |  | 4               | Peter Wessels   | Peter Wessels   | 6              | 6             |   |   |              |               |              |              |              |  |
|  | Bobbie Altelaar        | Bobbie Altelaar        | Bobbie Altelaar        | 6           | 6           |  |  |                 | Bobbie Altelaar | Bobbie Altelaar | 4              | 2             |   |   |              |               |              |              |              |  |
|  | German Puentes-Alcaniz | German Puentes-Alcaniz | German Puentes-Alcaniz | 2           | 3           |  |  |                 |                 |                 |                |               |   |   | 4            | Peter Wessels | 3            | 6            | 6            |  |
|  | Gordon Bergraaf        | Gordon Bergraaf        | Gordon Bergraaf        | 6           | 6           |  |  |                 |                 |                 | Martin Verkerk | 6             | 3 | 7 |              |               |              |              |              |  |
|  | Ruben De Kleijn        | Ruben De Kleijn        | Ruben De Kleijn        | 2           | 2           |  |  | Gordon Bergraaf | Gordon Bergraaf | Gordon Bergraaf | 5              | 2             |   |   |              |               |              |              |              |  |
|  |                        | Martin Verkerk         | Martin Verkerk         | 6           | 6           |  |  | Martin Verkerk  | Martin Verkerk  | Martin Verkerk  | 7              | 6             |   |   |              |               |              |              |              |  |
|  | 5                      | Davide Scala           | Davide Scala           | 2           | 1           |  |  |                 |                 |                 |                |               |   |   |              |               |              |              |              |  |